# The Essex and Kent Scottish
The Essex and Kent Scottish, littéralement « Les Écossais d'Essex et de Kent », est un régiment d'infanterie de la Première réserve de l'Armée canadienne. Il fait partie du 31e Groupe-brigade du Canada au sein de la 4e Division du Canada et est stationné à Windsor et à Chatham en Ontario.
Le régiment actuel est né de l'amalgamation de deux régiments en 1954 : The Essex Scottish et The Kent Regiment. Le premier a été créé en 1885 à Windsor sous le nom de « 21st "Essex" Battalion of Infantry » avant de devenir les « 21st Regiment "Essex Fusiliers" » en 1900, « The Essex Fusiliers » en 1920 et « The Essex Scottish » en 1927. De son côté, le second a été formé en 1901 à Chatham sous le nom de « 24th "Kent" Regiment » avant d'être renommer en « The Kent Regiment » en 1920. Il n'a aucun lien historique avec le 24th "Kent" Battalion of Infantry qui a existé de 1866 à 1892.
En plus de l'histoire des deux régiments formant l'unité d'aujourd'hui, The Essex and Kent Scottish perpétuent l'héritage de six unités de la guerre de 1812 et de quatre bataillons du Corps expéditionnaire canadien de la Première Guerre mondiale. Lors de la Seconde Guerre mondiale, The Essex Scottish mobilisèrent un bataillon pour l'Armée active qui combattit sur le front de l'Ouest en Europe tandis que The Kent Regiment mobilisa un bataillon qui servit au Canada dans la région du Pacifique.

## Rôle et organisation

Insigne distinctif de la 4e Division du Canada

The Essex and Kent Scottish est un régiment d'infanterie d'un seul bataillon stationné à Windsor et à Chatham en Ontario avec son quartier général à Windsor. Il fait partie du 31e Groupe-brigade du Canada, un groupe-brigade de la Première réserve de l'Armée canadienne qui fait elle-même partie de la 4e Division du Canada.
Tout comme c'est le cas pour les autres unités de la Première réserve de l'Armée canadienne, le rôle du Royal Regiment of Canada est de former des soldats à temps partiel afin de servir de renfort lors des opérations des Forces armées canadiennes ainsi que d'être prêts pour le service actif pour appuyer les autorités civiles lors de catastrophes naturelles dans la région locale.

## Histoire

### Histoire récente
Le 7 mars 1962, le régiment fut réorganisé en deux bataillons. Le 31 mars 1965, ceux-ci fusionnèrent et le régiment redevint une unité d'un seul bataillon.

## Lignée
| Nom                                                         | Date             |
| ----------------------------------------------------------- | ---------------- |
| 21st "Essex" Battalion of Infantry                          | 12 juin 1885     |
| 21st Battalion "Essex Fusiliers"                            | 4 février 1887   |
| 21st Regiment "Essex Fusiliers"                             | 8 mai 1900       |
| The Essex Fusiliers                                         | 29 mars 1920     |
| The Essex Scottish                                          | 15 juillet 1927  |
| The Essex and Kent Scottish (Fusion avec The Kent Regiment) | 1er octobre 1954 |

| Nom                                                                                            | Date             |
| ---------------------------------------------------------------------------------------------- | ---------------- |
| 24th "Kent" Regiment                                                                           | 1er janvier 1901 |
| The Kent Regiment                                                                              | 29 mars 1920     |
| The Kent Regiment (Machine Gun) (Fusion avec la compagnie B du 2d Machine Gun Battalion, CMGC) | 15 décembre 1936 |
| The Kent Regiment                                                                              | 1er avril 1941   |
| The Essex Scottish (Fusion avec The Essex Scottish)                                            | 1er octobre 1954 |